# Alexandrine av Baden
Alexandrine av Baden, född 6 december 1820 i Karlsruhe, död 20 december 1904 i Coburg, var en hertiginna av Sachsen-Coburg-Gotha från 1844 till 1893.

## Biografi
Alexandrine av Baden var dotter till Leopold av Baden och Sophie Vasa och därigenom faster till Viktoria av Baden. Hon gifte sig 1842 i Karlsruhe med hertig Ernst II av Sachsen-Coburg-Gotha. Paret fick inga barn.

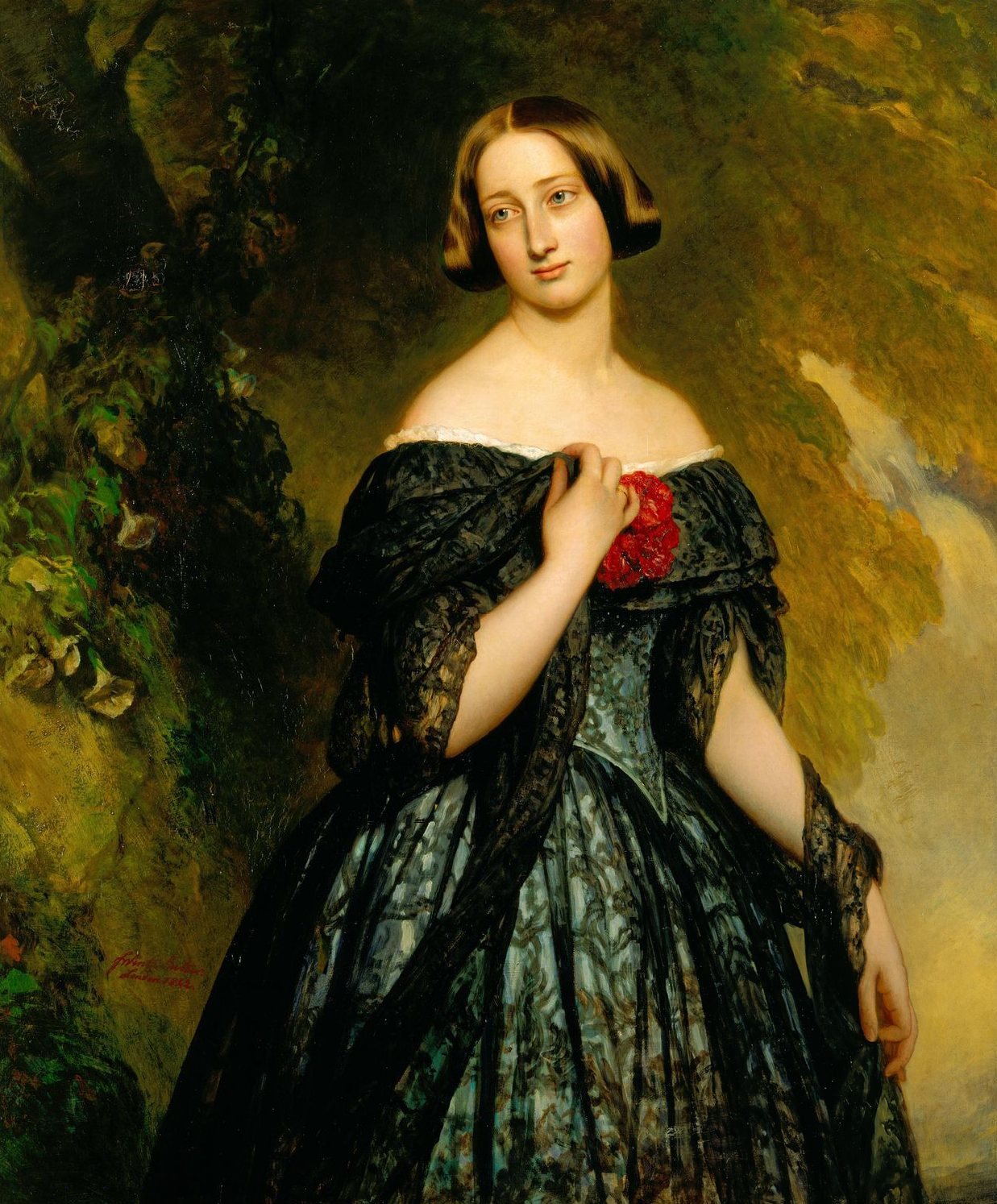
Alexandrine av Baden

Under deras äktenskap hade Ernst kärleksaffärer med andra kvinnor, vilket Alexandrine accepterade. Under en period hade Ernst två älskarinnor som han levde ihop med tillsammans med Alexandrine, något som gjorde paret till föremål för åtlöje bland Europas kungahus.